# Maqam
Maqam (Arabisch: مقام, meervoud: maqamat of maqams) is het systeem van melodische modi dat in de traditionele Arabische muziek wordt gebruikt. De aard van die muziek is hoofdzakelijk melodisch. Het woord maqam betekent plaats, plek of rang.
De maqam wordt ook wel tot de toonstelsels gerekend. Elke maqam is gebouwd op een toonladder en draagt een traditie in zich die zijn gewoonlijke frasen, belangrijke noten en melodische verloop en modulatie bepaalt. Zowel composities als improvisaties in de traditionele Arabische muziek zijn op maqam-systemen gebaseerd. Maqams komen zowel vocaal als instrumentaal voor en omvatten geen ritmische componenten.
De maqam is sinds 2003 vermeld op de Lijst van Meesterwerken van het Orale en Immateriële Erfgoed van de Mensheid.

## Jins en ajnas
Maqamtoonladders worden uit kleinere eenheden van opeenvolgende tonen opgebouwd, die een herkenbare melodie hebben en elk een bepaalde sfeer of emotie oproepen. Zo'n verzameling tonen heet een jins (meervoud: ajnas, Arabisch: جنس) ofwel 'geslacht' of 'soort'. In de meeste gevallen bestaat een jins uit vier opeenvolgende tonen (een tetrachord), hoewel er ook ajnas van drie (trichord) of vijf (pentachord) opeenvolgende tonen bestaan.
Ajnas zijn de bouwblokken van een maqamtoonladder. Een maqamladder heeft een lagere jins (de eerste jins) en een hogere (de tweede jins). In de meeste gevallen worden de maqams in klassen of families onderverdeeld die op de lagere of hogere jins zijn gebaseerd. De hogere jins kan starten op de slotnoot van de lagere jins, of op een toon die een klein interval hoger ligt dan de hoogste noot van de lagere jins. Soms overlappen de lagere en hogere ajnas elkaar. De starttoon van de hogere jins wordt dominant genoemd en is de op een na belangrijkste toon in de betreffende maqamladder na de tonica. Maqamladders bevatten vaak secundaire ajnas, die op andere tonen dan de tonica of dominant starten. Deze secundaire ajnas worden gebruikt om te moduleren tussen diverse maqams.
In de Arabische muziektheorie worden verschillende indelingen gehanteerd van de ajnas, waarover geen consensus bestaat. Ook de naamgeving wil nog weleens verschillen, net als de grootte van een jins. De meerderheid van de bronnen refereert echter aan negen basis-ajnas, die ook negen verschillende basis-maqamfamilies voortbrengen. Het volgende overzicht is de lijst met de negen basis-ajnas, genoteerd in de westerse standaard-muzieknotatie (alle tonen zijn afgerond naar de dichtstbijzijnde kwarttoon):
| Ajam (عجم) trichord, start op B♭   | Bayati (بياتي) tetrachord, start op D    | Hijaz (حجاز) tetrachord, start op D   |
| Kurd (كرد) tetrachord, start op D  | Nahawand (نهاوند) tetrachord, start op C | Nikriz (نكريز) pentachord, start op C |
| Rast (راست) tetrachord, start op C | Seba (صبا) tetrachord, start op D        | Sikah (سيكاه) trichord, start op E    |

Voor meer details zie Arabische Maqam Ajnas.

## Families van maqams
De diverse maqams worden doorgaans verdeeld in families van verwante toonverdelingen. Zo kent men:
- Ajam: Ajam, Jiharkah, Shawq Afza
- Sikah: Bastanikar, Huzam, Iraq, Mustaar, Rahat El Arwah, Sikah, Sikah Baladi
- Bayati: Bayatayn, Bayati, Bayati Shuri, Husseini, Nahfat, Nawa
- Nihawand: Farahfaza, Nahawand, Nahawand Murassah, Ushaq Masri
- Rast: Mahur, Nairuz, Rast, Suznak, Yakah
- Hijaz: Hijaz, Hijaz Kar, Shadd Araban, Shahnaz, Suzidil, Zanjaran
- Saba: Saba, Saba Zamzam
- Kurd: Kurd, Hijaz Kar Kurd
- Nawa Athar: Athar Kurd, Nawa Athar, Nikriz

## Emotionele inhoud
In het algemeen roept elke maqam een andere emotie of sfeer op bij een luisteraar. Op een basaal niveau kan elke jins (een bouwsteen van enkele noten in een maqam) een andere sfeer of kleur oproepen vanwege de gebruikte intervallen, die soms microtonaal zijn. Om deze reden delen maqams uit dezelfde familie een gelijksoortige sfeer, omdat ze met dezelfde jins starten. Er is geen consensus over wat nu precies de sfeer of betekenis van elke maqam of jins is. Sommige bronnen refereren aan de sfeer of kleur van maqams in vage en subjectieve bewoordingen (bijvoorbeeld maqams die de 'liefde' uitdrukken, of 'vrouwelijkheid', 'trots', 'een verre woestijn'). Er is nog onvoldoende onderzoek onder groepen luisteraars gedaan op wetenschappelijke grondslagen om te bewijzen dat dezelfde emotie ervaren wordt bij het horen van bepaalde maqams.
Zou men dit proberen in westerse muziek, dan zou men bijvoorbeeld een sfeer of stemming willen relateren aan majeur- en mineurstemmingen. In dat geval is er echter grotere consensus over dat mineur een droeviger karakter heeft dan majeur.

## Vormen
Hieronder volgt een lijst met muzikale vormen waarin maqams worden toegepast. Deze vormen worden bepaald door de diverse herhalingen van motieven of van een jins met daaraan gekoppeld ritme:
- Bashraf
- Dawr
- Doulab
- Longa
- Maqtou'a Mousiqiyya
- Mawwal
- Muwashah
- Qadd
- Qasida
- Samai
- Tahmila
- Taqsim
- Wasla

## Ritmen
De maqamcomposities of -improvisaties komen voor in diverse metrische en ritmische verdelingen (steeds de naam van het ritme, gevolgd door de maataanduiding):
- Aaraj 5/8 - Aghar Aqsaq 5/8 - Aqsaq 9/8 - Awfar 19/4 - Awis 11/8 - Ayyub 2/4 - Dawr Hindi 7/8 - Dawr Al Kabir 28/4 - Dharafat 13/8 - Fakhit 20/4 - Fikra 15/4 - Frankajin 24/4 - Hazaj 22/4 - Jurjina 10/8 - Katakufti 8/8 - Khush Rank 17/8 - Malfuf 2/4 - Maqsum 4/4 - Masmudi Kabir 8/4 - Masmudi Saghir 4/4 - Mudawwar 12/4 - Muhajjar 14/4 - Mukhammas 16/8 - Mukhammas Turki 32/4 - Murabbaa 13/4 - Nawakht 7/4 - Nawakht Hindi 16/8 - Nim Dawr 18/8 - Nim Oyun Havasi 11/8 - Nim Rawan 9/4 - Sadah Duyek 16/8 - Samai Ta'er 3/8 - Samai Thaqil 10/8 - Shanbar Halabi 24/4 - Shanbar Kabir 48/4 - Shanbar Masri 48/4 - Sinkin Samai 6/4 - Sittatu Ashar 32/4 - Turrah 21/4 - Wahda 4/4 - Wahda Mukallafa 2/4 - Warshan Arabi 32/4 - Yuruk Samai 6/8